# Sébastien Buemi

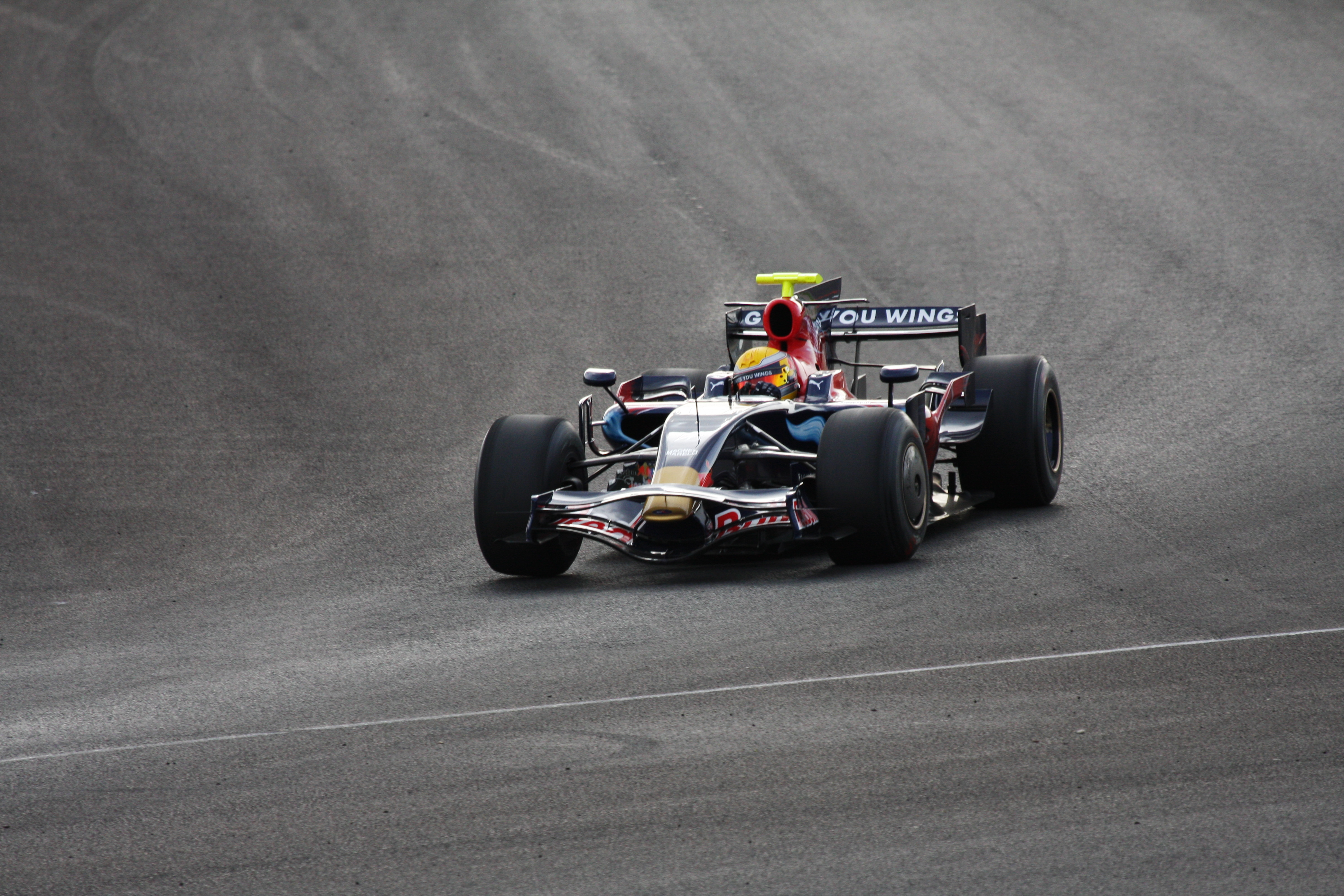
Sébastien Buemi testujący dla zespołu Toro Rosso w lutym 2009

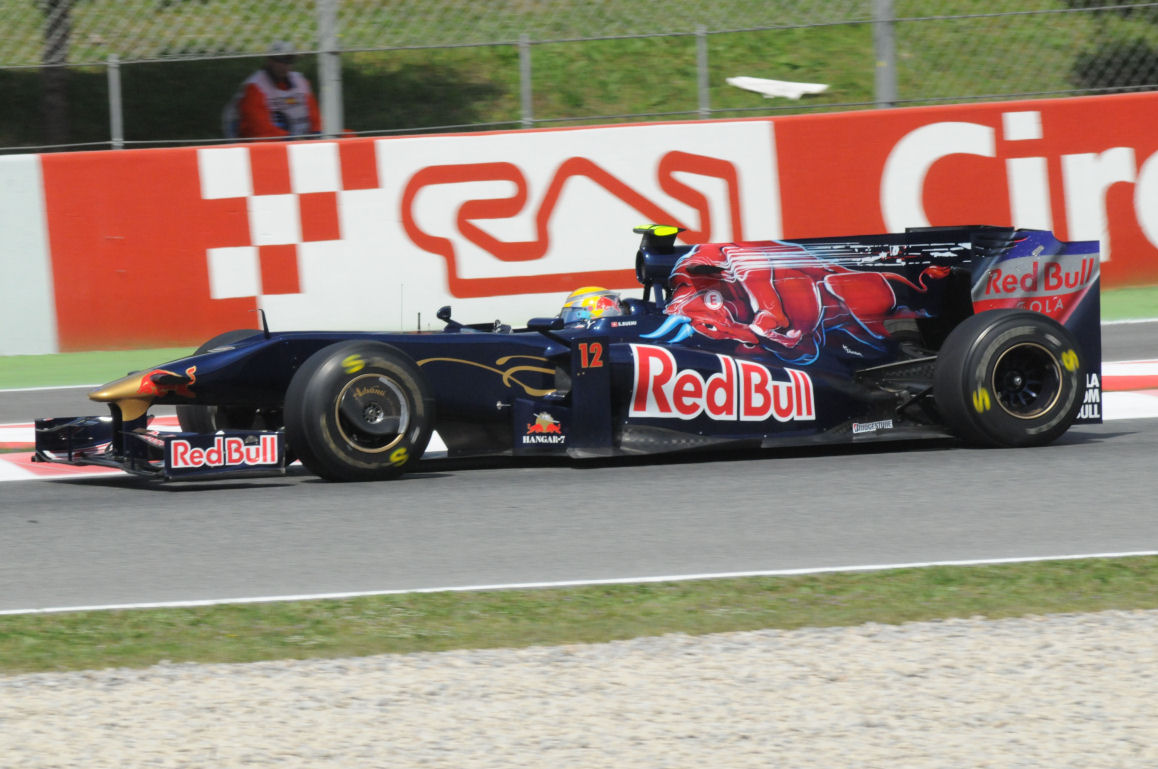
Buemi podczas Grand Prix Hiszpanii (2009) w Toro Rosso

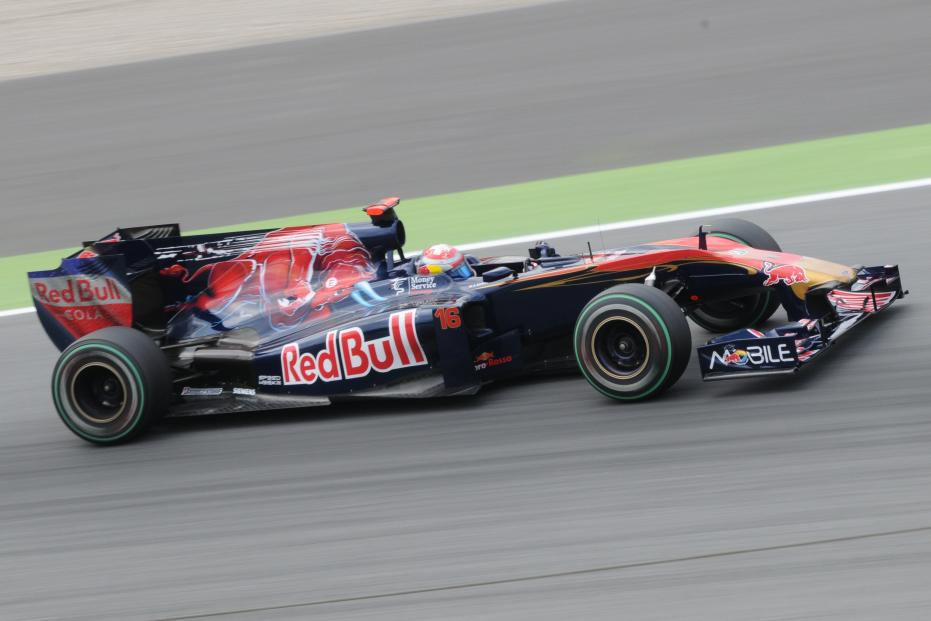
Buemi podczas Grand Prix Hiszpanii 2010

Sébastien Buemi (ur. 31 października 1988 w Aigle) – szwajcarski kierowca wyścigowy. Mistrz Świata wyścigów długodystansowych z 2014 roku. Startował w Formule 1 w latach 2009-2011. Mistrz Formuły E z sezonu 2015/2016.

## Życiorys

### Początki kariery
W 2002 wystąpił w Italian Open Masters ICA Junior, gdzie zajął 2 miejsce z 77 punktami, oraz w European Championship ICA Junior w teamie Cegga Karts gdzie zdobył 1 miejsce. W 2003 roku w Swiss Championship Junior na gokarcie Intrepid (Maxter) i w zespole Cegga Karts był 13 w klasyfikacji z 40 punktami, w Italian Open Masters ICA Junior na gokarcie Intrepid (Maxter) i z teamem Intrepid Kart Technology zwyciężył z 82 punktami. Jeszcze w tym samym roku wystąpił w Andrea Margutti Trophy ICA Junior. W European Championship ICA Junior w teamie Intrepid Kart Technology ukończył mistrzostwa na 4. miejscu. Przestał jeździć na gokartach.
W 2004 roku zadebiutował w Niemieckiej Formule BMW. Pierwszy sezon ukończył na 3 miejscu w klasyfikacji generalnej mając 88 punktów. W kolejnym roku startów Buemiego w tej serii, wygrywając 7 wyścigów i jedno pole position zdobył tytuł wicemistrzowski, zdobywając 282 punkty. W tym roku wystartował również w Światowym Finale BMW, gdzie zajął 2 miejsce. Wystąpił też w jednej rundzie Hiszpańskiej Formuły 3, nie ukończył jej. W sezonie 2006 startował w Formule 3 Euroseries w zespole ASI Mücke Motorsport. Zdobywszy 31 punktów, w tym jedno podium ukończył sezon na 11 pozycji. Wystąpił również w prestiżowych zawodach, Grand Prix Makau i Formule 3 Masters at Zolder, gdzie zajął odpowiednio 2 i 4 miejsce. Startował w sześciu eliminacjach w Formule Renault 2.0 NEC i Eurocup w zespole Motopark Academy. Obie serie ukończył odpowiednio na 11 i 7 miejscu wygrywając trzy wyścigi i jedno pole position. Na przełomie 2006 i 2007 roku występował w barwach ekipy Szwajcarii w A1 Grand Prix, gdzie zajął 8 miejsce w generalce z dorobkiem 88 punktów. W 2007 kontynuował starty w F3, ponownie w barwach niemieckiej ekipy. Zdobył wtedy tytuł wicemistrzowski mając 95 punktów i przegrywając z Francuzem Romain Grosjean. Wygrał wówczas 3 wyścigi i zdobył dwa pierwsze pola startowe. Ponownie też wystąpił w nieoficjalnych mistrzostwach świata F3, tym razem jednak w teamie Kimiego Räikkönena. Zakończył je na 11 pozycji. Wystąpił również w 11 rundach GP2 w teamie ART Grand Prix. Zdobywszy 6 punktów ukończył ją na 21 miejscu w klasyfikacji generalnej.
Sezon 2008 rozpoczął od nowo utworzonej Azjatyckiej GP2. Startując w barwach ekipy Trust Team Arden zajął 2 miejsce ponownie przegrywając z rywalem sprzed roku w F3. Zgromadził w tym czasie 35 punktów z jednym zwycięstwem i czterema drugimi miejscami. Starty w tym zespole kontynuował również w głównej serii. Zdobył 50 punktów dwukrotnie wygrywając i osiągając dwa razy trzecie i raz drugie miejsce, został sklasyfikowany na 6 miejscu w klasyfikacji generalnej.

### Formuła 1
W sezonie 2008 pełnił rolę kierowcy testowego w teamie Red Bull Racing w Formule 1. 17 września 2008 roku Szwajcar testował na torze Circuito Permanente de Jerez w bolidzie Scuderii Toro Rosso. Helmut Marko, doradca ds. motorsportu w Red Bull Racing powiedział, że tylko Sébastien jest gotowy na debiut w Scuderii Toro Rosso. 19 września 2008 roku szef zespołu Franz Tost w rozmowie ze szwajcarskim dziennikiem Le Matin zapowiedział, że chce by młody Szwajcar ścigał się w ekipie z Faenzy w sezonie 2009.
Buemi został oficjalnie potwierdzony jako kierowca wyścigowy zespołu Toro Rosso 9 stycznia 2009 roku. Jak sam twierdził, kontrakt na starty został podpisany już w grudniu.
Sezon 2009 rozpoczął od 7 miejsca w GP Australii i 2 punktów. W GP Malezji nie udało mu się zająć miejsca w punktowanej ósemce. GP Chin ukończył na 8 miejscu zdobywając punkt.
W sezonie 2010 punktował w GP Monako po karze nałożonej na Schumachera. Dwa wyścigi później, w GP Kanady zajął 8 miejsce, przez jedno (14) okrążenie prowadził w wyścigu.

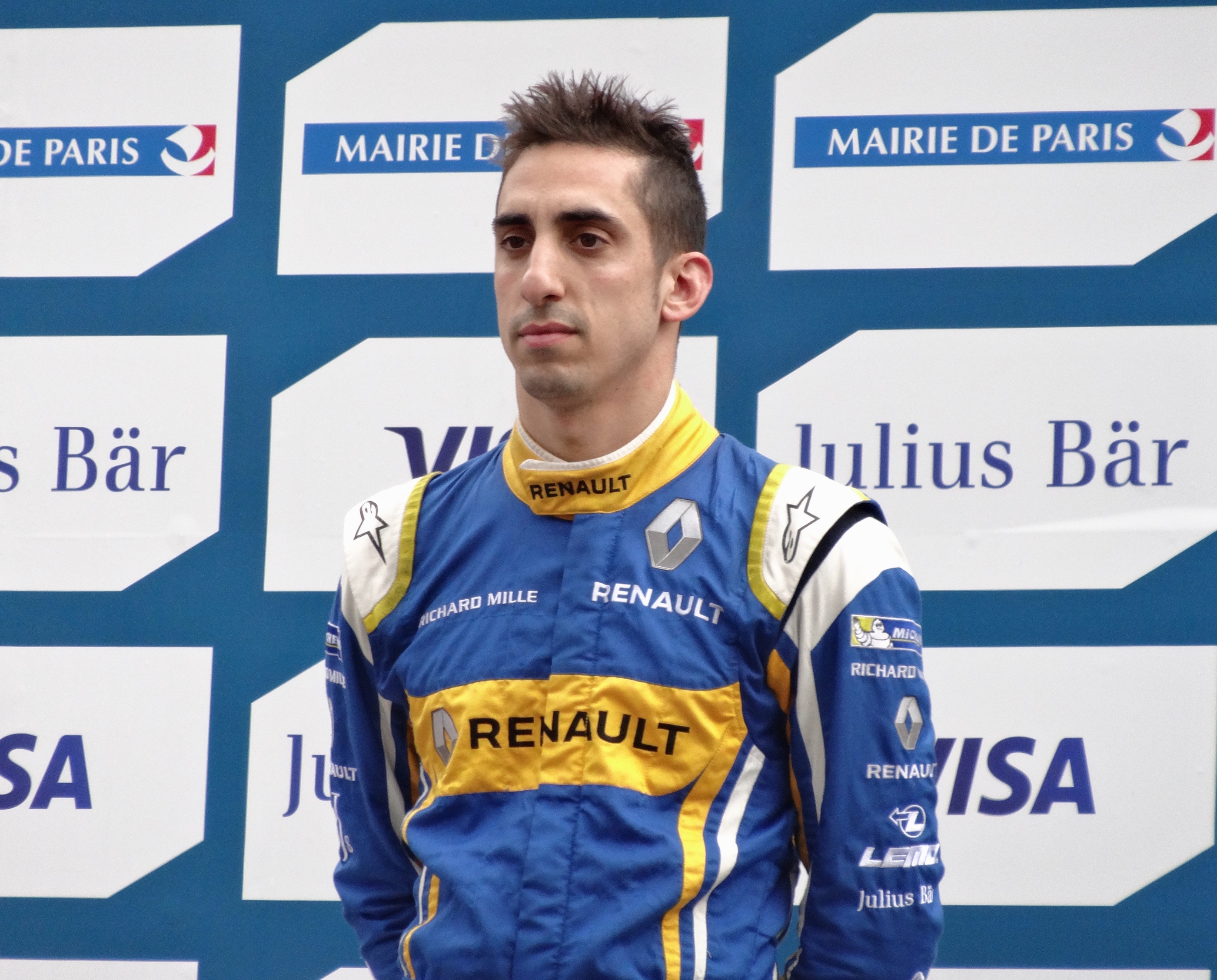
Buemi w barwach Renault e.Dams

### Formuła E
W sezonach 2014/2015, 2015/2016, 2016/2017, 2017/2018, 2018/2019, 2019/2020, 2020/2021 i 2021/2022 był zawodnikiem zespołu e.dams Renault (później Renault e.Dams i Nissan e.Dams). W sezonie 2015/2016 wygrał klasyfikację generalną kierowców (zdobył wtedy 155 punktów). Aktualnie (11 kwietnia 2022) Buemi w wyścigach Formuły E odniósł 13 zwycięstw i 29 razy stanął na podium.

## Wyniki

### Formuła 1
| Legenda oznaczeń w tabelach wyników Wyświetl szablon na nowej stronie | Legenda oznaczeń w tabelach wyników Wyświetl szablon na nowej stronie                                                                     |
| Oznaczenie                                                            | Wyjaśnienie |
| --------------------------------------------------------------------- | --- |
| Złoty                                                                 | Zwycięzca lub mistrzostwo |
| Srebrny                                                               | 2. miejsce lub wicemistrzostwo |
| Brązowy                                                               | 3. miejsce lub II wicemistrzostwo |
| Zielony                                                               | Ukończył, punktował (w klasyfikacji generalnej, gdy zdobył co najmniej jeden punkt na przestrzeni sezonu, poza trzema powyższymi opcjami) |
| Niebieski                                                             | Ukończył, nie punktował (w klasyfikacji generalnej, gdy nie zdobył co najmniej jednego punktu na przestrzeni sezonu)                      |
| Czerwony                                                              | Nie zakwalifikował się (NZ) |
| Czerwony                                                              | Nie prekwalifikował się (NPK) |
| Różowy                                                                | Nie ukończył (NU) |
| Różowy                                                                | Niesklasyfikowany (NS) (w klasyfikacji generalnej, gdy nie został sklasyfikowany w żadnym wyścigu sezonu)                                 |
| Czarny                                                                | Zdyskwalifikowany (DK) |
| Czarny                                                                | Wykluczony (WYK/EX) |
| Biały                                                                 | Nie wystartował (NW) |
| Biały                                                                 | Kontuzjowany (K/INJ) |
| Biały                                                                 | Wyścig odwołany (OD/C) |
| Bez koloru                                                            | Został wycofany (WYC/WD) |
| Bez koloru                                                            | Nie przybył (NP/DNA) |
| Bez koloru                                                            | Nie brał udziału w treningach (NT/DNP) |
| Bez koloru                                                            | Nie został zgłoszony (–) |
| Pogrubienie                                                           | Start z pole position |
| Kursywa                                                               | Najszybsze okrążenie wyścigu |
| †                                                                     | Nie ukończył, ale jego rezultat został zaliczony ze względu na przejechanie więcej niż 90% dystansu wyścigu.                              |
| *                                                                     | Sezon w trakcie |
| 1/2/3                                                                 | Punktowana pozycja w sprincie kwalifikacyjnym                                                                                             |
| Lista systemów punktacji Formuły 1                                    | |

| Sezon | Zespół              | Samochód            | Pozycje startowe / w wyścigach | Pozycje startowe / w wyścigach | Pozycje startowe / w wyścigach | Pozycje startowe / w wyścigach | Pozycje startowe / w wyścigach | Pozycje startowe / w wyścigach | Pozycje startowe / w wyścigach | Pozycje startowe / w wyścigach | Pozycje startowe / w wyścigach | Pozycje startowe / w wyścigach | Pozycje startowe / w wyścigach | Pozycje startowe / w wyścigach | Pozycje startowe / w wyścigach | Pozycje startowe / w wyścigach | Pozycje startowe / w wyścigach | Pozycje startowe / w wyścigach | Pozycje startowe / w wyścigach | Pozycje startowe / w wyścigach | Pozycje startowe / w wyścigach | Pozycje startowe / w wyścigach | Pozycje startowe / w wyścigach |
| Sezon | Zespół              | Silnik              | 1                              | 2                              | 3                              | 4                              | 5                              | 6                              | 7                              | 8                              | 9                              | 10                             | 11                             | 12                             | 13                             | 14                             | 15                             | 16                             | 17                             | 18                             | 19                             | 20                             | 21                             |
| 2009  |                     |                     | Australia                      | Malezja                        |                                | Bahrajn                        | Hiszpania                      | Monako                         | Turcja                         | Wielka Brytania                | Niemcy                         | Węgry                          | Unia Europejska                | Belgia                         | Włochy                         | Singapur                       | Japonia                        | Brazylia                       |                                |                                |                                |                                |                                |
| ----- | ------------------- | ------------------- | ------------------------------ | ------------------------------ | ------------------------------ | ------------------------------ | ------------------------------ | ------------------------------ | ------------------------------ | ------------------------------ | ------------------------------ | ------------------------------ | ------------------------------ | ------------------------------ | ------------------------------ | ------------------------------ | ------------------------------ | ------------------------------ | ------------------------------ | ------------------------------ | ------------------------------ | ------------------------------ | ------------------------------ |
| 2009  | Scuderia Toro Rosso | Toro Rosso STR4     | 13                             | 20                             | 10                             | 16                             | 15                             | 11                             | 18                             | 20                             | 17                             | 11                             | 15                             | 16                             | 19                             | 13                             | 10                             | 6                              | 10                             |                                |                                |                                |                                |
| 2009  | Scuderia Toro Rosso | Ferrari 056 2,4l V8 | 7                              | 16†                            | 8                              | 17                             | NU                             | NU                             | 15                             | 18                             | 16                             | 16                             | NU                             | 12                             | 13†                            | NU                             | NU                             | 7                              | 8                              |                                |                                |                                |                                |
| 2010  |                     |                     | Bahrajn                        | Australia                      | Malezja                        |                                | Hiszpania                      | Monako                         | Turcja                         | Kanada                         | Unia Europejska                | Wielka Brytania                | Niemcy                         | Węgry                          | Belgia                         | Włochy                         | Singapur                       | Japonia                        | Korea Południowa               | Brazylia                       |                                |                                |                                |
| 2010  | Scuderia Toro Rosso | Toro Rosso STR5     | 15                             | 12                             | 13                             | 13                             | 15                             | 13                             | 14                             | 15                             | 11                             | 17                             | 16                             | 15                             | 14                             | 14                             | 13                             | 18                             | 16                             | 20                             | 18                             |                                |                                |
| 2010  | Scuderia Toro Rosso | Ferrari 056 2,4l V8 | 16†                            | NU                             | 11                             | NU                             | NU                             | 10                             | 16                             | 8                              | 9                              | 12                             | NU                             | 12                             | 12                             | 11                             | 14                             | 10                             | NU                             | 13                             | 15                             |                                |                                |
| 2011  |                     |                     | Australia                      | Malezja                        |                                | Turcja                         | Hiszpania                      | Monako                         | Kanada                         | Unia Europejska                | Wielka Brytania                | Niemcy                         | Węgry                          | Belgia                         | Włochy                         | Singapur                       | Japonia                        | Korea Południowa               | Indie                          |                                | Brazylia                       |                                |                                |
| 2011  | Scuderia Toro Rosso | Toro Rosso STR6     | 10                             | 12                             | 9                              | 16                             | 11                             | 17                             | 15                             | 17                             | 19                             | 24                             | 23                             | 11                             | 16                             | 14                             | 15                             | 13                             | 9                              | 13                             | 14                             |                                |                                |
| 2011  | Scuderia Toro Rosso | Ferrari 056 2,4l V8 | 8                              | 13                             | 14                             | 9                              | 14                             | 10                             | 10                             | 13                             | NU                             | 15                             | 8                              | NU                             | 10                             | 12                             | NU                             | 9                              | NU                             | NU                             | 12                             |                                |                                |

### FIA World Endurance Championship
| Rok       | Zespół              | Klasa    | Samochód            | Silnik                       | Wyniki w poszczególnych rundach | Wyniki w poszczególnych rundach | Wyniki w poszczególnych rundach | Wyniki w poszczególnych rundach | Wyniki w poszczególnych rundach | Wyniki w poszczególnych rundach | Wyniki w poszczególnych rundach | Wyniki w poszczególnych rundach | Wyniki w poszczególnych rundach | Pozycja | Punkty |
| --------- | ------------------- | -------- | ------------------- | ---------------------------- | ------------------------------- | ------------------------------- | ------------------------------- | ------------------------------- | ------------------------------- | ------------------------------- | ------------------------------- | ------------------------------- | ------------------------------- | ------- | ------ |
| 2012      | Toyota Racing       | LMP1     | Toyota TS030 Hybrid | Toyota 3.4 L V8 Hybrid       | SEB                             | SPA                             | LMS                             | SIL                             | SÃO                             | BHR                             | FUJ                             | SHA                             |                                 | NS      | 0      |
| 2012      | Toyota Racing       | LMP1     | Toyota TS030 Hybrid | Toyota 3.4 L V8 Hybrid       | –                               | –                               | NU                              | –                               | –                               | –                               | –                               | –                               |                                 | NS      | 0      |
| 2013      | Toyota Racing       | LMP1     | Toyota TS030 Hybrid | Toyota 3.4 L V8 Hybrid       | SIL                             | SPA                             | LMS                             | SÃO                             | COA                             | FUJ                             | SHA                             | BHR                             |                                 | 3       | 106.25 |
| 2013      | Toyota Racing       | LMP1     | Toyota TS030 Hybrid | Toyota 3.4 L V8 Hybrid       | 3                               | 4                               | 2                               | NU                              | 2                               | 15                              | NU                              | 1                               |                                 | 3       | 106.25 |
| 2014      | Toyota Racing       | LMP1     | Toyota TS040 Hybrid | Toyota 3.7 L V8 Hybrid       | SIL                             | SPA                             | LMS                             | COA                             | FUJ                             | SHA                             | BHR                             | SÃO                             |                                 | 1       | 166    |
| 2014      | Toyota Racing       | LMP1     | Toyota TS040 Hybrid | Toyota 3.7 L V8 Hybrid       | 1                               | 1                               | 3                               | 3                               | 1                               | 1                               | 10                              | 2                               |                                 | 1       | 166    |
| 2015      | Toyota Racing       | LMP1     | Toyota TS040 Hybrid | Toyota 3.7 L V8 Hybrid       | SIL                             | SPA                             | LMS                             | NÜR                             | COA                             | FUJ                             | SHA                             | BHR                             |                                 | 5       | 79     |
| 2015      | Toyota Racing       | LMP1     | Toyota TS040 Hybrid | Toyota 3.7 L V8 Hybrid       | 3                               | 8                               | 8                               | 5                               | 4                               | 5                               | 6                               | 4                               |                                 | 5       | 79     |
| 2016      | Toyota Gazoo Racing | LMP1     | Toyota TS050 Hybrid | Toyota 2.4 L Turbo V6 Hybrid | SIL                             | SPA                             | LMS                             | NÜR                             | MEX                             | COA                             | FUJ                             | SHA                             | BHR                             | 8       | 60     |
| 2016      | Toyota Gazoo Racing | LMP1     | Toyota TS050 Hybrid | Toyota 2.4 L Turbo V6 Hybrid | 16                              | 27                              | NS                              | 5                               | NU                              | 5                               | 4                               | 3                               | 4                               | 8       | 60     |
| 2017      | Toyota Gazoo Racing | LMP1     | Toyota TS050 Hybrid | Toyota 2.4 L Turbo V6 Hybrid | SIL                             | SPA                             | LMS                             | NÜR                             | MEX                             | COA                             | FUJ                             | SHA                             | BHR                             | 2       | 183    |
| 2017      | Toyota Gazoo Racing | LMP1     | Toyota TS050 Hybrid | Toyota 2.4 L Turbo V6 Hybrid | 1                               | 1                               | 6                               | 4                               | 3                               | 3                               | 1                               | 1                               | 1                               | 2       | 183    |
| 2018/2019 | Toyota Gazoo Racing | LMP1     | Toyota TS050 Hybrid | Toyota 2.4 L Turbo V6 Hybrid | SPA                             | LMS                             | SIL                             | FUJ                             | SHA                             | SEB                             | SPA                             | LMS                             |                                 | 1       | 198    |
| 2018/2019 | Toyota Gazoo Racing | LMP1     | Toyota TS050 Hybrid | Toyota 2.4 L Turbo V6 Hybrid | 1                               | 1                               | DK                              | 2                               | 2                               | 1                               | 1                               | 1                               |                                 | 1       | 198    |
| 2019/2020 | Toyota Gazoo Racing | LMP1     | Toyota TS050 Hybrid | Toyota 2.4 L Turbo V6 Hybrid | SIL                             | FUJ                             | SHA                             | BHR                             | COA                             | SPA                             | LMS                             | BHR                             |                                 | 2       | 202    |
| 2019/2020 | Toyota Gazoo Racing | LMP1     | Toyota TS050 Hybrid | Toyota 2.4 L Turbo V6 Hybrid | 2                               | 1                               | 2                               | 2                               | 2                               | 2                               | 1                               | 2                               |                                 | 2       | 202    |
| 2021      | Toyota Gazoo Racing | Hypercar | Toyota GR010 Hybrid | Toyota 3.5 L Turbo V6 Hybrid | SPA                             | ALG                             | MNZ                             | LMS                             | BHR                             | BHR                             |                                 |                                 |                                 | 2       | 168    |
| 2021      | Toyota Gazoo Racing | Hypercar | Toyota GR010 Hybrid | Toyota 3.5 L Turbo V6 Hybrid | 1                               | 1                               | 4                               | 2                               | 2                               | 1                               |                                 |                                 |                                 | 2       | 168    |
| 2022      | Toyota Gazoo Racing | Hypercar | Toyota GR010 Hybrid | Toyota 3.5 L Turbo V6 Hybrid | SEB                             | SPA                             | LMS                             | MNZ                             | FUJ                             | BHR                             |                                 |                                 |                                 | 2*      | 96*    |
| 2022      | Toyota Gazoo Racing | Hypercar | Toyota GR010 Hybrid | Toyota 3.5 L Turbo V6 Hybrid | 2                               | NU                              | 1                               | 2                               |                                 |                                 |                                 |                                 |                                 | 2*      | 96*    |

### 24h Le Mans
| Rok  | Zespół              | Partnerzy                          | Samochód            | Klasa    | Okr. | Poz. | Poz. kl. |
| ---- | ------------------- | ---------------------------------- | ------------------- | -------- | ---- | ---- | -------- |
| 2012 | Toyota Racing       | Anthony Davidson Stéphane Sarrazin | Toyota TS030 Hybrid | LMP1     | 82   | NU   | NU       |
| 2013 | Toyota Racing       | Anthony Davidson Stéphane Sarrazin | Toyota TS030 Hybrid | LMP1     | 347  | 2    | 2        |
| 2014 | Toyota Racing       | Anthony Davidson Nicolas Lapierre  | Toyota TS040 Hybrid | LMP1-H   | 374  | 3    | 3        |
| 2015 | Toyota Racing       | Anthony Davidson Kazuki Nakajima   | Toyota TS040 Hybrid | LMP1     | 386  | 8    | 8        |
| 2016 | Toyota Gazoo Racing | Anthony Davidson Kazuki Nakajima   | Toyota TS050 Hybrid | LMP1     | 384  | NS   | NS       |
| 2017 | Toyota Gazoo Racing | Anthony Davidson Kazuki Nakajima   | Toyota TS050 Hybrid | LMP1     | 358  | 8    | 2        |
| 2018 | Toyota Gazoo Racing | Fernando Alonso Kazuki Nakajima    | Toyota TS050 Hybrid | LMP1     | 388  | 1    | 1        |
| 2019 | Toyota Gazoo Racing | Fernando Alonso Kazuki Nakajima    | Toyota TS050 Hybrid | LMP1     | 385  | 1    | 1        |
| 2020 | Toyota Gazoo Racing | Brendon Hartley Kazuki Nakajima    | Toyota TS050 Hybrid | LMP1     | 387  | 1    | 1        |
| 2021 | Toyota Gazoo Racing | Brendon Hartley Kazuki Nakajima    | Toyota GR010 Hybrid | Hypercar | 369  | 2    | 2        |
| 2022 | Toyota Gazoo Racing | Brendon Hartley Ryō Hirakawa       | Toyota GR010 Hybrid | Hypercar | 380  | 1    | 1        |

### Seria GP2
| Legenda oznaczeń w tabelach wyników Wyświetl szablon na nowej stronie | Legenda oznaczeń w tabelach wyników Wyświetl szablon na nowej stronie                                                                     |
| Oznaczenie                                                            | Wyjaśnienie |
| --------------------------------------------------------------------- | --- |
| Złoty                                                                 | Zwycięzca lub mistrzostwo |
| Srebrny                                                               | 2. miejsce lub wicemistrzostwo |
| Brązowy                                                               | 3. miejsce lub II wicemistrzostwo |
| Zielony                                                               | Ukończył, punktował (w klasyfikacji generalnej, gdy zdobył co najmniej jeden punkt na przestrzeni sezonu, poza trzema powyższymi opcjami) |
| Niebieski                                                             | Ukończył, nie punktował (w klasyfikacji generalnej, gdy nie zdobył co najmniej jednego punktu na przestrzeni sezonu)                      |
| Czerwony                                                              | Nie zakwalifikował się (NZ) |
| Czerwony                                                              | Nie prekwalifikował się (NPK) |
| Różowy                                                                | Nie ukończył (NU) |
| Różowy                                                                | Niesklasyfikowany (NS) (w klasyfikacji generalnej, gdy nie został sklasyfikowany w żadnym wyścigu sezonu)                                 |
| Czarny                                                                | Zdyskwalifikowany (DK) |
| Czarny                                                                | Wykluczony (WYK/EX) |
| Biały                                                                 | Nie wystartował (NW) |
| Biały                                                                 | Kontuzjowany (K/INJ) |
| Biały                                                                 | Wyścig odwołany (OD/C) |
| Bez koloru                                                            | Został wycofany (WYC/WD) |
| Bez koloru                                                            | Nie przybył (NP/DNA) |
| Bez koloru                                                            | Nie brał udziału w treningach (NT/DNP) |
| Bez koloru                                                            | Nie został zgłoszony (–) |
| Pogrubienie                                                           | Start z pole position |
| Kursywa                                                               | Najszybsze okrążenie wyścigu |
| †                                                                     | Nie ukończył, ale jego rezultat został zaliczony ze względu na przejechanie więcej niż 90% dystansu wyścigu.                              |
| *                                                                     | Sezon w trakcie |
| 1/2/3                                                                 | Punktowana pozycja w sprincie kwalifikacyjnym                                                                                             |
| Lista systemów punktacji Formuły 1                                    | |

| Rok  | Zespół           | Wyniki w poszczególnych eliminacjach | Wyniki w poszczególnych eliminacjach | Wyniki w poszczególnych eliminacjach | Wyniki w poszczególnych eliminacjach | Wyniki w poszczególnych eliminacjach | Wyniki w poszczególnych eliminacjach | Wyniki w poszczególnych eliminacjach | Wyniki w poszczególnych eliminacjach | Wyniki w poszczególnych eliminacjach | Wyniki w poszczególnych eliminacjach | Wyniki w poszczególnych eliminacjach | Wyniki w poszczególnych eliminacjach | Wyniki w poszczególnych eliminacjach | Wyniki w poszczególnych eliminacjach | Wyniki w poszczególnych eliminacjach | Wyniki w poszczególnych eliminacjach | Wyniki w poszczególnych eliminacjach | Wyniki w poszczególnych eliminacjach | Wyniki w poszczególnych eliminacjach | Wyniki w poszczególnych eliminacjach | Wyniki w poszczególnych eliminacjach | Punkty | Pozycja |
| ---- | ---------------- | ------------------------------------ | ------------------------------------ | ------------------------------------ | ------------------------------------ | ------------------------------------ | ------------------------------------ | ------------------------------------ | ------------------------------------ | ------------------------------------ | ------------------------------------ | ------------------------------------ | ------------------------------------ | ------------------------------------ | ------------------------------------ | ------------------------------------ | ------------------------------------ | ------------------------------------ | ------------------------------------ | ------------------------------------ | ------------------------------------ | ------------------------------------ | ------ | ------- |
| 2007 | ART Grand Prix   | BHR                                  | BHR                                  | ESP                                  | ESP                                  | MON                                  | FRA                                  | FRA                                  | GBR                                  | GBR                                  | DEU                                  | DEU                                  | HUN                                  | HUN                                  | TUR                                  | TUR                                  | ITA                                  | ITA                                  | BEL                                  | BEL                                  | VAL                                  | VAL                                  | 6      | 21      |
| 2007 | ART Grand Prix   | -                                    | -                                    | -                                    | -                                    | 7                                    | -                                    | -                                    | -                                    | -                                    | NU                                   | 20                                   | 15                                   | 17                                   | NU                                   | 13                                   | 7                                    | 14                                   | 10                                   | NU                                   | -                                    | -                                    | 6      | 21      |
| 2008 | Trust Team Arden | ESP                                  | ESP                                  | TUR                                  | TUR                                  | MON                                  | MON                                  | FRA                                  | FRA                                  | GBR                                  | GBR                                  | DEU                                  | DEU                                  | HUN                                  | HUN                                  | VAL                                  | VAL                                  | BEL                                  | BEL                                  | ITA                                  | ITA                                  |                                      | 50     | 6       |
| 2008 | Trust Team Arden | 7                                    | 2                                    | 6                                    | 3                                    | NU                                   | 11                                   | NU                                   | 1                                    | 4                                    | NW                                   | NU                                   | 8                                    | 7                                    | 1                                    | 6                                    | NU                                   | 5                                    | 4                                    | 3                                    | 7                                    |                                      | 50     | 6       |

### Azjatycka Seria GP2
| Legenda oznaczeń w tabelach wyników Wyświetl szablon na nowej stronie | Legenda oznaczeń w tabelach wyników Wyświetl szablon na nowej stronie                                                                     |
| Oznaczenie                                                            | Wyjaśnienie |
| --------------------------------------------------------------------- | --- |
| Złoty                                                                 | Zwycięzca lub mistrzostwo |
| Srebrny                                                               | 2. miejsce lub wicemistrzostwo |
| Brązowy                                                               | 3. miejsce lub II wicemistrzostwo |
| Zielony                                                               | Ukończył, punktował (w klasyfikacji generalnej, gdy zdobył co najmniej jeden punkt na przestrzeni sezonu, poza trzema powyższymi opcjami) |
| Niebieski                                                             | Ukończył, nie punktował (w klasyfikacji generalnej, gdy nie zdobył co najmniej jednego punktu na przestrzeni sezonu)                      |
| Czerwony                                                              | Nie zakwalifikował się (NZ) |
| Czerwony                                                              | Nie prekwalifikował się (NPK) |
| Różowy                                                                | Nie ukończył (NU) |
| Różowy                                                                | Niesklasyfikowany (NS) (w klasyfikacji generalnej, gdy nie został sklasyfikowany w żadnym wyścigu sezonu)                                 |
| Czarny                                                                | Zdyskwalifikowany (DK) |
| Czarny                                                                | Wykluczony (WYK/EX) |
| Biały                                                                 | Nie wystartował (NW) |
| Biały                                                                 | Kontuzjowany (K/INJ) |
| Biały                                                                 | Wyścig odwołany (OD/C) |
| Bez koloru                                                            | Został wycofany (WYC/WD) |
| Bez koloru                                                            | Nie przybył (NP/DNA) |
| Bez koloru                                                            | Nie brał udziału w treningach (NT/DNP) |
| Bez koloru                                                            | Nie został zgłoszony (–) |
| Pogrubienie                                                           | Start z pole position |
| Kursywa                                                               | Najszybsze okrążenie wyścigu |
| †                                                                     | Nie ukończył, ale jego rezultat został zaliczony ze względu na przejechanie więcej niż 90% dystansu wyścigu.                              |
| *                                                                     | Sezon w trakcie |
| 1/2/3                                                                 | Punktowana pozycja w sprincie kwalifikacyjnym                                                                                             |
| Lista systemów punktacji Formuły 1                                    | |

| Rok  | Zespół           | Wyniki w poszczególnych eliminacjach | Wyniki w poszczególnych eliminacjach | Wyniki w poszczególnych eliminacjach | Wyniki w poszczególnych eliminacjach | Wyniki w poszczególnych eliminacjach | Wyniki w poszczególnych eliminacjach | Wyniki w poszczególnych eliminacjach | Wyniki w poszczególnych eliminacjach | Wyniki w poszczególnych eliminacjach | Wyniki w poszczególnych eliminacjach | Punkty | Pozycja |
| ---- | ---------------- | ------------------------------------ | ------------------------------------ | ------------------------------------ | ------------------------------------ | ------------------------------------ | ------------------------------------ | ------------------------------------ | ------------------------------------ | ------------------------------------ | ------------------------------------ | ------ | ------- |
| 2008 | Trust Team Arden | ARE                                  | ARE                                  | IDN                                  | IDN                                  | MAL                                  | MAL                                  | BHR                                  | BHR                                  | ARE                                  | ARE                                  | 37     | 2       |
| 2008 | Trust Team Arden | DK                                   | NU                                   | 1                                    | 7                                    | NU                                   | NU                                   | 2                                    | 2                                    | 2                                    | 2                                    | 37     | 2       |

### Podsumowanie startów
| Sezon     | Seria/wyścig                 | Zespół                       | Nr | Starty | Pole Position | Zwycięstwa | Punkty | Pozycja końcowa   |
| --------- | ---------------------------- | ---------------------------- | -- | ------ | ------------- | ---------- | ------ | ----------------- |
| 2004      | Niemiecka Formuła BMW        | Lars Kaufmann Motorsport     | -  | 20     | 2             | -          | 88     | 3                 |
| 2005      | Formuła BMW World Finale     | ASl Mücke Motorsport         | -  | -      | -             | -          | -      | 2                 |
| 2005      | Niemiecka Formuła BMW        | ADAC Berlin-Brandenburg e.V. | -  | 20     | 7             | 7          | 282    | 2                 |
| 2005      | Hiszpańska Formuła 3         | Racing Engineering           | -  | 1      | -             | -          | -      | niesklasyfikowany |
| 2006      | Formuła 3 Masters            | ASl Mücke Motorsport         | -  | -      | -             | -          | -      | 4                 |
| 2006      | Grand Prix Makau             | Carlin Motorsport            | -  | -      | -             | -          | -      | 4                 |
| 2006      | Formuła Renault 2.0 NEC      | Motopart Academy             | -  | 8      | 1             | 2          | 172    | 7                 |
| 2006      | Formuła Renault 2.0 Euro Cup | Motopart Academy             | -  | 6      | -             | 1          | 33     | 11                |
| 2006      | Formuła 3 Euro Series        | ASl Mücke Motorsport         | -  | 20     | -             | 1          | 31     | 11                |
| 2006      | Formuła 3 Euro Series        | ASl Mücke Motorsport         | -  | 20     | -             | 1          | 31     | 11                |
| 2006/2007 | A1 Grand Prix                | Team Switzerland             | -  | 12     | -             | -          | 50     | 8                 |
| 2007      | Formuła 3 Euro Series        | ASl Mücke Motorsport         | -  | 20     | 2             | 3          | 95     | 2                 |
| 2007      | Grand Prix Makau             | Räikkönen Robertson Racing   | -  | -      | -             | -          | -      | 11                |